# Locika (opera)
Locika (v anglickém originále Rapunzel) je komorní opera o šesti dějstvích amerického skladatele Loua Harrisona na libreto Williama Morrise. Premiéru měla 14. května 1959 v sále Kaufmann Auditorium v New Yorku.

## Vznik, charakteristika a historie
Rapunzel je první ze dvou oper významného poválečného amerického skladatele Loua Harrisona, žáka Arnolda Schoenberga a Henryho Cowella (druhou byl o dvacet let později Mladý Caesar). Je věnována jeho „příteli a mentorovi“ Virgilu Thomsonovi, pro kterého pracoval, když byl hudebním kritikem v deníku Herald Tribune. Jako libreto použil poetickou a psychologicky reinterpretovanou adaptaci pohádky Locika bratří Grimmů od britského výtvarníka, básníka a sociálního reformátora Williama Morrise z roku 1856. Harrison operu komponoval během svého pedagogického působení na Black Hill College v Severní Karolíně. Skládat začal v srpnu 1952 a verzi pro hlasy a klavír dokončil za dva měsíce, orchestraci pak na jaře roku 1953.
Příležitost představit dílo veřejnosti se brzy naskytla, když byl Harrison spolu s Benem Weberem vybrán, aby reprezentoval Ameriku v soutěži na Mezinárodní konferenci o soudobé hudbě v Římě na jaře roku 1954. K tomu si vybral Locičinu modlitební scénu ze třetího dějství, kterou musel přeorchestrovat pro komorní soubor. Soutěžní práce byly prezentovány veřejnosti bez uvedení jmen skladatelů. Harrisonův příspěvek zpívala mladá Leontyne Priceová, která do té době nespolupracovala se žádnou významnou operní společností. Árie z Lociky získala „cenu za mistrovské dílo 20. století za nejlepší skladbu pro zpěv a komorní soubor“; Harrisonovi ji předal Igor Stravinskij. Harrison se však musel o cenu 2 500 švýcarských franků podělit s Jean-Louisem Martinetem – zřejmě z politických důvodů – ačkoli kritici a většina účastníků konference považovali scénu z Lociky za mnohem úspěšnější. Michael Steinberg, recenzent deníku The New York Times, poznamenal, že „každý obrat vokální melodie, rytmu nebo zabarvení doprovodu byl motivován něčím v textu“.

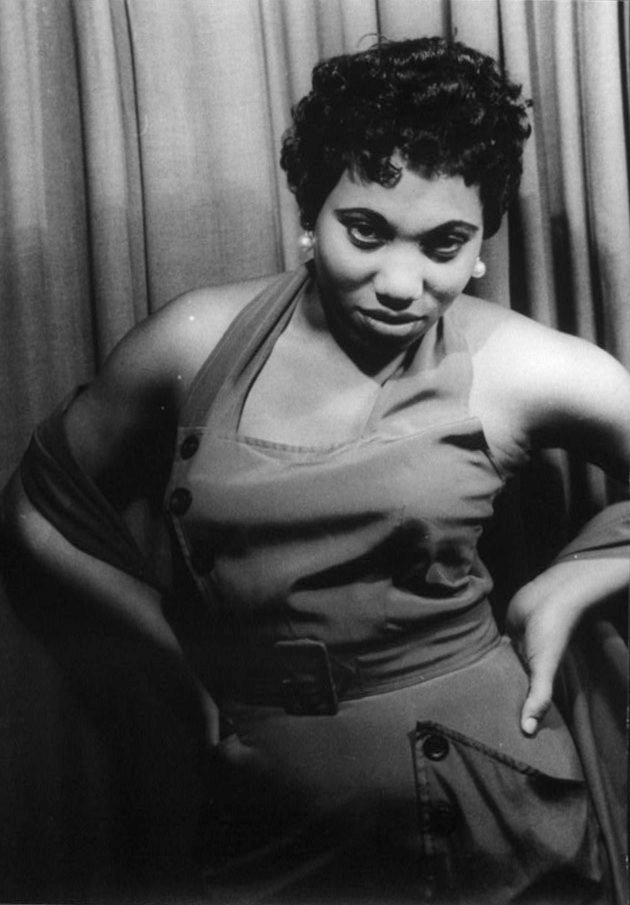
Mladá sopranistka Leontyne Priceová v roli Bess z Gershwinovy opery Porgy a Bess. Fotografie Carla Van Vechtena z roku 1953.

Úplná scénická premiéra opery přišla o pár let později, 14. května 1959 v newyorské Kaufmannově koncertní síni. Při té příležitosti byla spojena s operou Třpytivá brána (The Glittering Gate) australské skladatelky Peggy Glanville-Hicksové. Harrisonův původní nápad byl nechat zpěváky zpívat z orchestřiště, zatímco děj by předváděli tanečníci. To se ale v newyorském představení nestalo, když však byla Locika hrána v roce 1966 na Cabrillově festivalu moderní hudby v Kalifornii – založeném samotným Lou Harrisonem roku 1963 –, byli využiti maskovaní herci, mimové a tanečníci. Opera sklidila převážně zdrženlivou chválu. Howard Taubman z The New York Times shledal Harrisonovu atonální hudbu „vůbec ne odpudivou“. Naopak, je „důsledně lyrická, byť nikdy vášnivá.“ Francis Perkins z Herald Tribune také vyzdvihl lyrickou kontinuitu a přesvědčivou citlivost, ale postrádal smysl pro dramatické napětí. Tutéž výhradu formulovalo několik dalších recenzentů. Jiní tento údajný nedostatek přehlédli a místo toho vychvalovali „nadčasovost kvazináboženské alegorie přeměněné v pohádku“.

## Pozadí a charakteristika

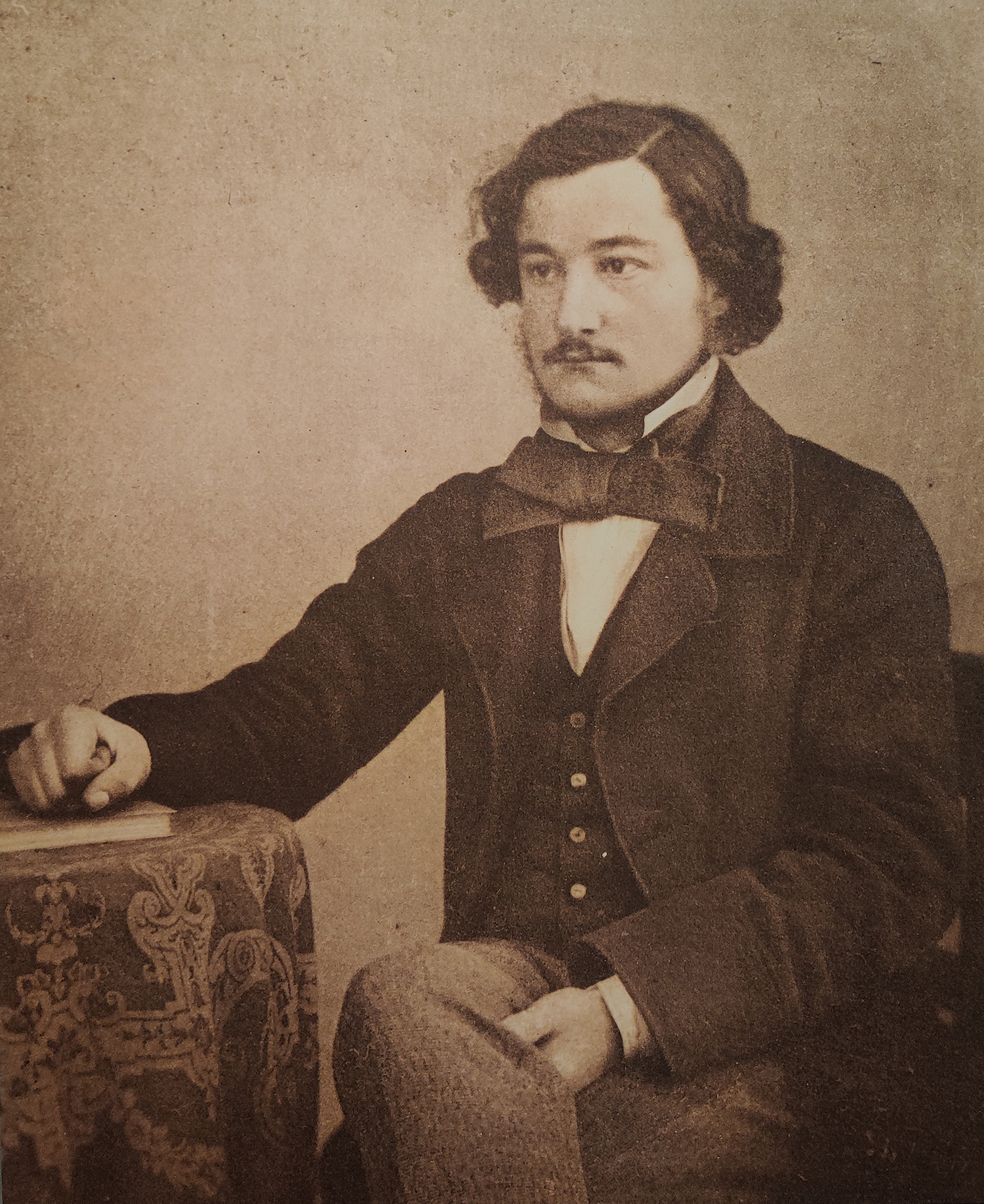
William Morris, fotografie z roku 1857

Lou Harrison již během druhé světové války měl psychické problémy, projevující se například přehnanou sebekritičností k jeho skladbám, a v roce 1947 se dostavilo vážné nervové zhroucení, v jehož důsledku musel být téměř devět měsíců hospitalizován. Svou operu považoval za „částečnou sebeanalýzu“, v níž zkoumal různé pocity a myšlenky, které zažil v průběhu své léčby. Po uzdravení si Harrison sice nedal nové jméno jako postavy v opeře, ale změnil svůj hudební styl a zakázal provozování mnoha svých dřívějších děl. Děj Morrisova příběhu kolísající mezi snem, touhou a skutečností měl tedy pro Harrisona jasné autobiografické odkazy. I on měl během nemoci potíže s rozlišováním mezi realitou a přeludy. Ztotožňoval se s oběma hrdiny opery: s princeznou toužící uniknout z uvěznění a s princem, který chce nějakým činem prokázat mužnost, jejíž nedostatek mu okolí vytýká (právě na přelomu 40. a 50. let vrcholila kampaň proti homosexuálům). Libreto zachycuje i jiná témata, která byla pro Harrisona v té době významná, jako touha po stabilním milostném partnerství, odpor k násilí a válce i přechodný zájem o náboženská témata.
Locika je jeho posledním velkým dílem ve stylu serialismu a vedle jeho „symfonie na G“, na níž začal pracovat v době hospitalizace, je to jedno z mála děl důsledně komponovaných dvanáctitónovou technikou. Harrisonova hudba od roku 1950 je mnohem lyričtější než skladby před jeho zhroucením, což se projevuje i tendencí k tonalitě v Locice; Harrison jí dosahuje některými specifickými odchylkami od ryze dodekafonické struktury, například používání některých tónů z řady jako „podkladových“ basových tónů nebo opakováním krátkých dvou- až čtyřtónových úseků, což přísná pravidla dvanáctitónové techniky zakazují. Podle vlastních slov pracoval na Locice pod dojmy z hudby Albana Berga, zejména z jeho Lyrické suity a houslového koncertu. V pozdějších dílech již Harrison dvanáctitónovou hudbu používal především k zobrazení neosobnosti západní společnosti a začal hojně využívat východoasijské hudební vlivy, včetně specifických hudebních nástrojů. V tomto ohledu představuje Locika zlom mezi dvěma skladatelovými tvůrčími fázemi.
Dramatická stavba opery je silně podřízena textu. Původní Morrisův text přebírá z pohádky jen několik málo dějových prvků, zatímco řada jiných (např. důvod Locičina uvěznění, vyšplhání prince do Locičiny věže, jejich zastižení a potrestání čarodějnicí, princova slepota a uzdravení) je vypuštěna; namísto toho jsou zde dlouhé monology vyjadřující duševní svět obou postav, například popis smrti neznámého rytíře. I v opeře jsou proto dlouhé recitativní pasáže a málo jevištní akce; hudba navozuje spíše „rituální pocity“. Přes dvanáctitónovou kompoziční techniku je hudební styl v podstatě lyrický. Hrubější zvuk v recitativech vyvažují v áriích reminiscence na lidovou hudbu nebo církevní chorály. V nástrojovém obsazení dominují hluboké smyčcové nástroje: čtyři violoncella a dva kontrabasy jsou postaveny vedle jediných houslí a violy (jak Harrison později uvedl, byla to součást jeho snahy o „mužnější“ zvuk). Harrison však staví ponurou smyčcovou atmosféru do kontrastu s lehčími nástroji, jako jsou celesta, dva různé klavíry a harfa (tato kombinace připomíná asijský gamelan, jemuž se Harrison v další fázi své tvorby podrobně věnoval). Prominentní místo mezi nástroji zaujímá preparovaný klavír („tack piano“), dokládající příbuznost s tvorbou Harrisonova přítele a občasného spolupracovníka Johna Cage. Instrumentace je velmi lehká, mnoho recitativů je psáno a cappella, a teprve v posledním dějství se zapojuje plný orchestr. Přestože opera vyžaduje tři zpěváky, jde v podstatě o velkou duetovou scénu, protože role čarodějnice je omezena na krátké výkřiky. Označení „opera o šestí dějstvích“ je spíše ironické, Locika trvá necelou hodinu a skladatel používá pojem „dějství“ tam, kde by jiní možná použili pojem „výstup“ (oproti Morrisovu originálu rozdělil druhý výstup na dva – jednak pro jeho přílišnou délku, jednak pro prostorové a psychologické oddělení prince a Lociky). Harrison popsal svou operu jako „fascinující dobrodružství“. Podle muzikoložky Lety E. Millerové se v něm pokusil sladit protichůdné myšlenky, jako jsou serialismus a tonalita, tvrdost a lyrika, naděje a strach nebo šílenství a metoda.

## Další inscenační historie

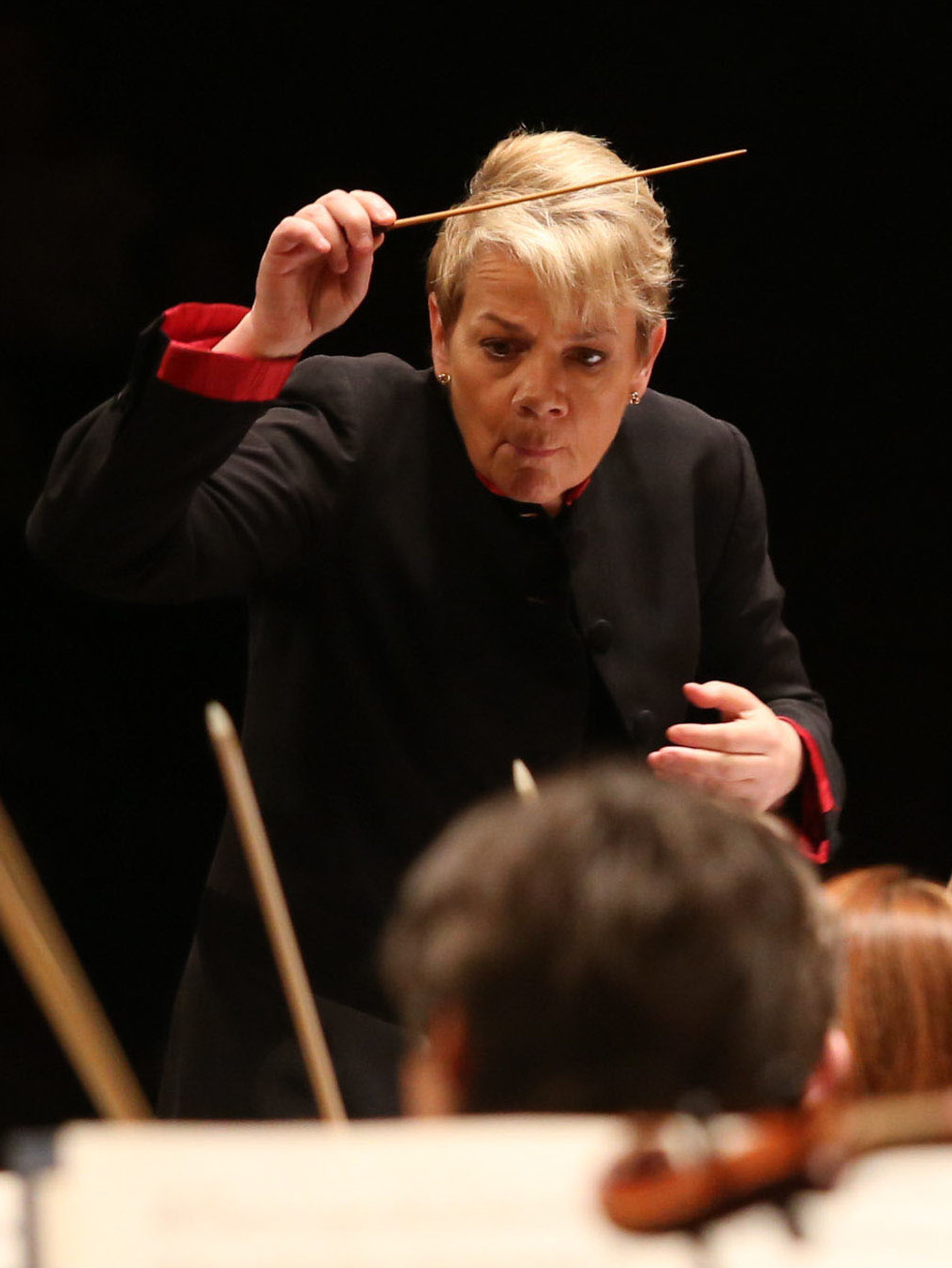
Dirigentka Marin Alsopová řídila představení Lociky na Cabrillově fesrivalu moderní hudby roku 2001.

Přestože jde o komorně obsazenou operu, není hrána často; důvodem je patrně značná náročnost zpívaných partií, které vyžadují velkou intonační a rytmickou přesnost.
Německá premiéra se konala 22. června 1993 ve dvoraně Umělecké a výstavní síně Spolkové republiky Německo v Bonnu v podání „Nového divadla pro hudbu“, společného projektu Bonnské opery, nadace European Mozart Foundation a Umělecké a výstavní síně. Tam se konala další čtyři představení a ve stejném měsíci hostování v Gelsenkirchenu v rámci třetích Dnů nového hudebního divadla v Severním Porýní-Vestfálsku v roce 1993. Režii měl Peter Oskarson, scénu a kostýmy navrhla Birgit Angeleová, instrumentální soubor řídil Shuja Okatsu. Představiteli ve dvojím obsazení byli Malin Liljeforsová a Sabine Sommerfeldová (Locika), Ann Hallenbergová a Vjačeslav Kagan-Palej (čarodějnice) a John Sax a Mark Synek (princ). I zde recenzenti obdivovali snovou kvalitu převyprávěné pohádky a spojení hudby a textu. Recenzent dortmundských Ruhr-Nachrichten napsal: „Obecně se tato pohádka (pod verši Williama Morrise) mění v prosbu o mír a harmonii lásky, které nemůže uniknout ani čarodějnice. Schoenbergův žák Harrison pro to rozhodně našel svůj vlastní tónový jazyk.“
V roce 1997 vyšla CD nahrávka opery ve vydavatelství New Albion. V roce 2001 byla Locika znovu uvedena na Cabrillově hudebním festivalu; dirigovala jeho tehdejší umělecká ředitelka a pozdější slavná dirigentka Marin Alsopová. Zpívali Sanford Syvan (princ), Jennifer Fosterová (Locika) a Wendy Hillhousová (čarodějnice), režii měl Michael Scarola, výpravu navrhl Matthew Antaky a inscenace využívala stínové projekce Leonidase Kassapidese. Toto uvedení, které mělo velký kritický ohlas, bylo poslední za života Lou Harrisona, který zemřel roku 2003.

## Osoby a první obsazení
| osoba                         | hlasový obor | premiéra (14. května 1959) |
| ----------------------------- | ------------ | -------------------------- |
| Locika (Rapunzel) / Guendolen | soprán       | Marianne Weltmann          |
| Čarodějnice                   | alt          | Ruth Conway                |
| Princ / král Sebald           | baryton      | David Smith                |
| Dirigent: Newell Jenkins      |              |                            |
| Režie: James Price            |              |                            |
| Výprava: Robert Mitchell      |              |                            |

## Děj opery

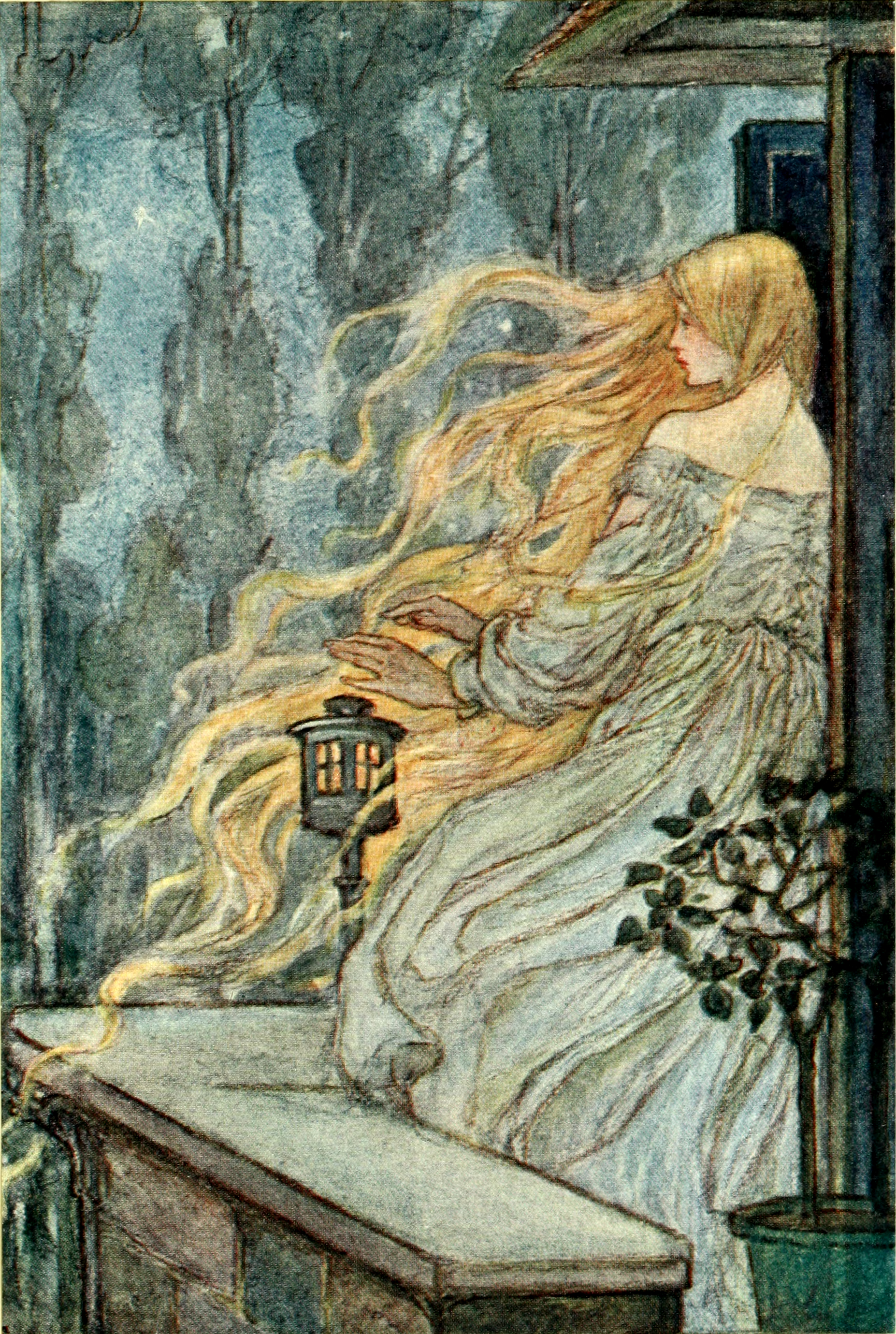
Locika, ilustrace Florence Harrisonové k básní Williama Morrise

### 1. dějství – Večer v lese u věže

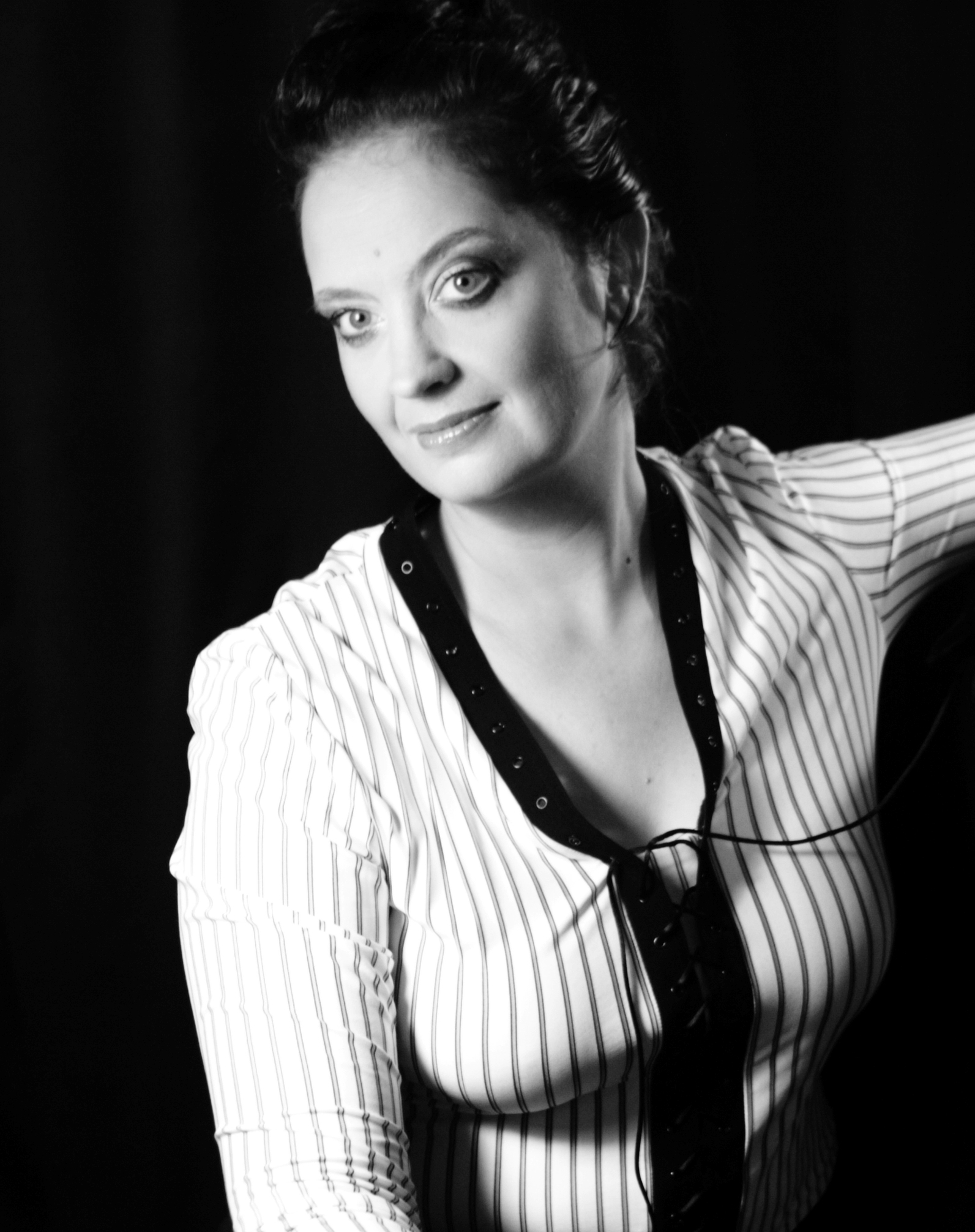
Mezzosopranistka Ann Hallenbergová zpívala čarodějnici v německé inscenaci Lociky roku 1993

Střídavě a nezávisle na sobě princ a Locika přemítají o svých životech. Princ už měl dost uštěpačných poznámek a posměšků u dvora, kde ho nutili se oženit, a vyjel do světa hledat si nevěstu. Locika s dlouhými zlatými vlasy, mnoho let uvězněná samotná ve věži, touží po úniku a bojí se, že zestárne bez lásky. Čarodějnice mezitím několikrát opakuje slova: „Lociko! Lociko! spusť své vlasy!" (tercet I could not even think).

### 2. dějství – Ráno
Princ si vzpomíná na vyprávění o lidech, kteří kráčeli k nebi po hvězdné cestě, ale neodvážili se vstoupit diamantovou bránou, namísto toho se celý život káli ze svých hříchů. Právě se probudil ze snu, ve kterém nechal starosti a posměšky dvorského života za sebou, aby hledal lásku ve volné přírodě. V tomto snu přišel ke věži, která sice vypadala honosně, ale sálala z ní osamělost. Pak prý uviděl vysokou černovlasou ženu, jak přichází k věži a pronikavě volá: „Lociko! Lociko! Spusť své vlasy!“ Nato uzřel bledou dívku s dlouhými zlatými vlasy na vrcholu věže, jak se modlí k prázdné krajině o záchranu; její vlasy splývaly přes parapet k zemi. Čarodějnice prochází kolem s otázkou, zda se někdo odváží vylézt po zlatém žebříku z Locičiných vlasů. Sen a realita se pro prince prolínají. Věž je skutečná a on u ní již několik dnů čeká a nemůže se od ní vzdálit, dokud nesestoupí zlatý žebřík a nebude mít příležitost Lociku vysvobodit (árie I have heard tales of men … Ah Christ! it was no dream then! … If it would please God make you sing again).

### 3. dějství – Na věži
Rapunzel si vzpomíná na různé modlitby, které ji učívala matka, ale ty se jí v mysli slévají s mystickými erotickými fantaziemi. Prosí Boha, aby jí dal polibek prostřednictvím svatého Michala a aby jí poslal skutečného rytíře se silným zářícím mečem (árie My mother taught me prayers … Christ, bring me to thy bliss).

### 4. dějství – Večer ve věži
Locika a princ spolu strávili šest hodin o samotě, nyní se však Locika bojí, že se čarodějnice brzy znovu objeví a oni budou ztraceni. Když se jí princ zeptá, jestli někdy viděla mrtvého nebo těžce zraněného muže, vzpomene si Locika na smrtelný souboj mezi dvěma bratry s mečem, který kdysi pozorovala z věže. Jeden z rytířů byl zabit a jeho mrtvola ležela celé dny v trávě, dokud ji jiní rytíři neodnesli na nosítkách ze svých kopí. Locika prosí prince, aby opustili toto místo. Ten jí řekne své jméno – Sebald – a vzpomíná si, jak starý zpěvák o Locice zpíval píseň, ve které se však jmenovala jinak (scéna It grows halfway between the dark and light a árie prince Now let us go, love).

### 5. dějství – Ráno v lese
Locika a princ jsou na cestě z lesa. Dívka říká princi, že „Locika“ je ve skutečnosti jméno čarodějnice, ale ona své pravé jméno nezná. Princ jí zpívá starou harfeníkovu píseň, ve které se jí říká „Guendolen“, a Locika to přijímá jako své nové jméno (scéna O love! me and my unknown name a princova árie 'Twixt the sunlight and the shade).

### 6. dějství – Později v paláci
Z prince je nyní král Sebald. On a Guendolena střídavě a nezávisle vzpomínají na svůj příjezd do města. Z pekla je slyšet volání čarodějnice: „Guendoleno! Guendoleno! Půjč mi své vlasy!“. Ale Guendolen je nyní šťastná, byť její zlaté vlasy budou navždy spojeny s nepříjemnou vzpomínkou (scéna I took my armour off).

## Instrumentace
Flétna (nebo pikola), hoboj, anglický roh, klarinet in A; trubka in C, pozoun; preparovaný klavír (tack piano), klavír, celesta, harfa; velký tam-tam; housle, viola, čtyři violoncella, dva kontrabasy.

## Nahrávky
- 2016 (CD 1997, New Albion NA 093) Zpívají: (Locika) Patrice Maggins, (čarodějnice) Lynne McMurtry, (princ) John Duykers. Ensemble Parallèle řídí Nicole Paiement (+Songs in the Forest, Air in G minor).[10][21]